# Caucalières
Ne doit pas être confondu avec Caucalières-Lavaur.
Caucalières est une commune française située dans le département du Tarn, en région Occitanie. Sur le plan historique et culturel, la commune est dans la Montagne Noire, un massif montagneux constituant le rebord méridional du Massif central.
Exposée à un climat océanique altéré, elle est drainée par le Thoré, le Favié, le ruisseau d'Aiguefonde, le ruisseau d'Aupillac et par divers autres petits cours d'eau. Incluse dans le parc naturel régional du Haut-Languedoc, la commune possède un patrimoine naturel remarquable : un site Natura 2000 (le « causse de Caucalières et Labruguière ») et une zone naturelle d'intérêt écologique, faunistique et floristique.
Caucalières est une commune rurale qui compte 288 habitants en 2022.  Elle fait partie de l'aire d'attraction de Castres. Ses habitants sont appelés les Caucaliérois ou  Caucaliéroises.

## Géographie

### Localisation
Commune située dans le Massif central au sud du département du Tarn, entre Mazamet et Castres au sud-est.

### Communes limitrophes
Les communes limitrophes sont  Aiguefonde, Castres, Labruguière, Lagarrigue, Payrin-Augmontel et Valdurenque.
| Castres (par un quadripoint) | Lagarrigue  | Valdurenque      |
| Labruguière                  | Caucalières | Payrin-Augmontel |
|                              | Aiguefonde  |                  |

### Géologie et relief
Situé dans le causse de Caucalières la situation géographique de ce village orienté plein sud au pied de la falaise calcaire, semble avoir favorisé un habitat préhistorique, mais les témoignages de ces périodes sont peu nombreux.

### Hydrographie
La commune est dans le bassin de la Garonne, au sein du bassin hydrographique Adour-Garonne. Elle est drainée par le Thoré, le Favié, le ruisseau d'Aiguefonde, le ruisseau d'Aupillac et par divers petits cours d'eau, qui constituent un réseau hydrographique de 11 km de longueur totale,.
Le Thoré, d'une longueur totale de 61,6 km, prend sa source dans la commune de Rieussec et s'écoule d'est en ouest. Il traverse la commune et se jette dans l'Agout à Navès, après avoir traversé 20 communes.

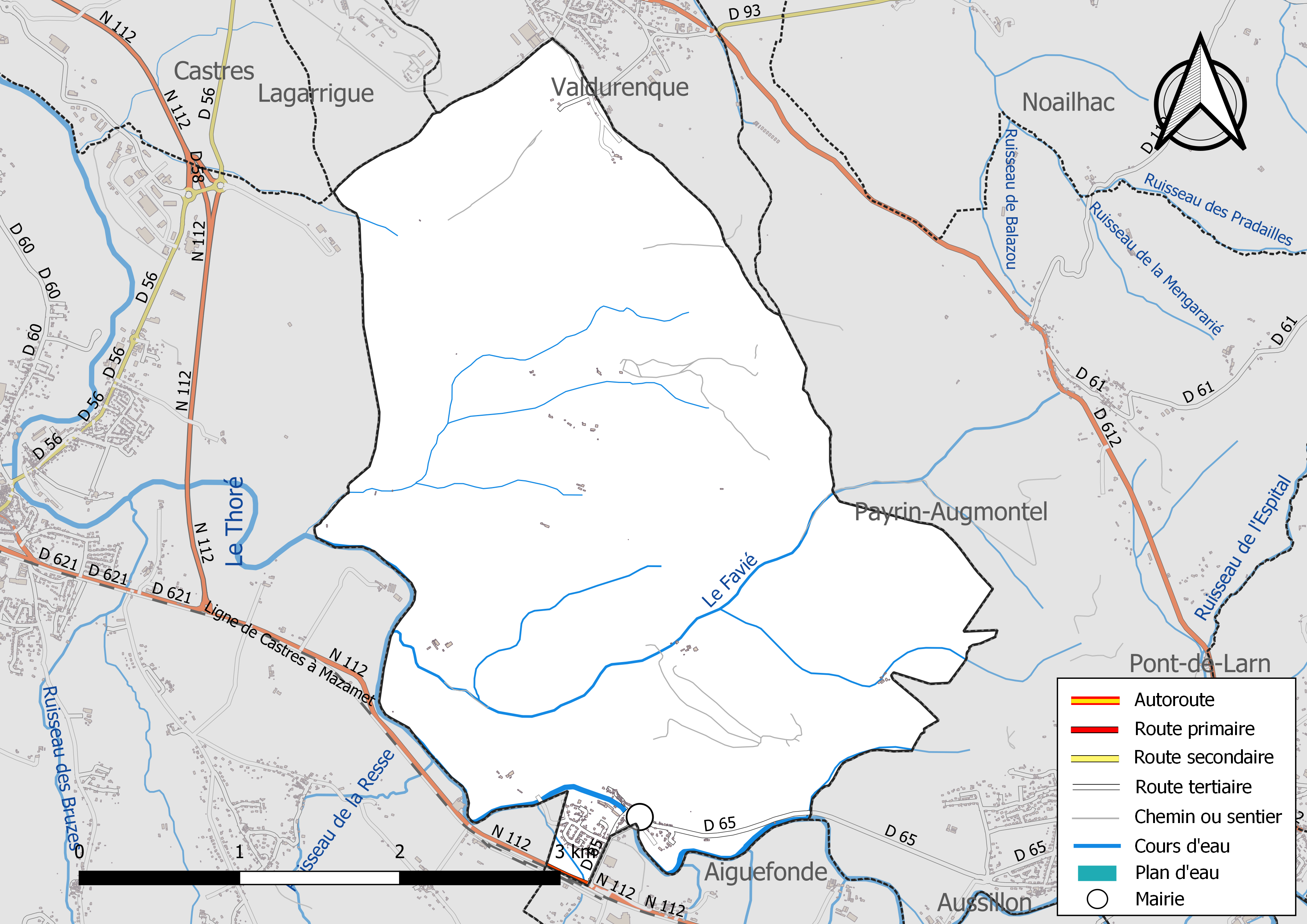
Réseaux hydrographique et routier de Caucalières.

### Climat
Pour des articles plus généraux, voir Climat de l'Occitanie et Climat du Tarn.
En 2010, le climat de la commune est de type climat méditerranéen altéré, selon une étude du Centre national de la recherche scientifique s'appuyant sur une série de données couvrant la période 1971-2000. En 2020, Météo-France publie une typologie des climats de la France métropolitaine dans laquelle la commune est exposée à un climat océanique altéré et est dans la région climatique Aquitaine, Gascogne, caractérisée par une pluviométrie abondante au printemps, modérée en automne, un faible ensoleillement au printemps, un été chaud (19,5 °C), des vents faibles, des brouillards fréquents en automne et en hiver et des orages fréquents en été (15 à 20 jours).
Pour la période 1971-2000, la température annuelle moyenne est de 13,9 °C, avec une amplitude thermique annuelle de 15,9 °C. Le cumul annuel moyen de précipitations est de 956 mm, avec 9,3 jours de précipitations en janvier et 5,5 jours en juillet. Pour la période 1991-2020, la température moyenne annuelle observée sur la station météorologique de Météo-France la plus proche, « Mazamet », sur la commune de Mazamet à 6 km à vol d'oiseau, est de 11,4 °C et le cumul annuel moyen de précipitations est de 1 179,1 mm. 
La température maximale relevée sur cette station est de 37,8 °C, atteinte le 26 août 2010 ; la température minimale est de −21,5 °C, atteinte le 16 janvier 1985,,.
Les paramètres climatiques de la commune ont été estimés pour le milieu du siècle (2041-2070) selon différents scénarios d'émission de gaz à effet de serre à partir des nouvelles projections climatiques de référence DRIAS-2020. Ils sont consultables sur un site dédié publié par Météo-France en novembre 2022.

### Milieux naturels et biodiversité

#### Espaces protégés
La protection réglementaire est le mode d’intervention le plus fort pour préserver des espaces naturels remarquables et leur biodiversité associée,.
La commune fait partie du parc naturel régional du Haut-Languedoc, créé en 1973 et d'une superficie de 307 184 ha, qui s'étend sur 118 communes et deux départements. Implanté de part et d’autre de la ligne de partage des eaux entre Océan Atlantique et mer Méditerranée, ce territoire est un véritable balcon dominant les plaines viticoles du Languedoc et les étendues céréalières du Lauragais,

#### Réseau Natura 2000

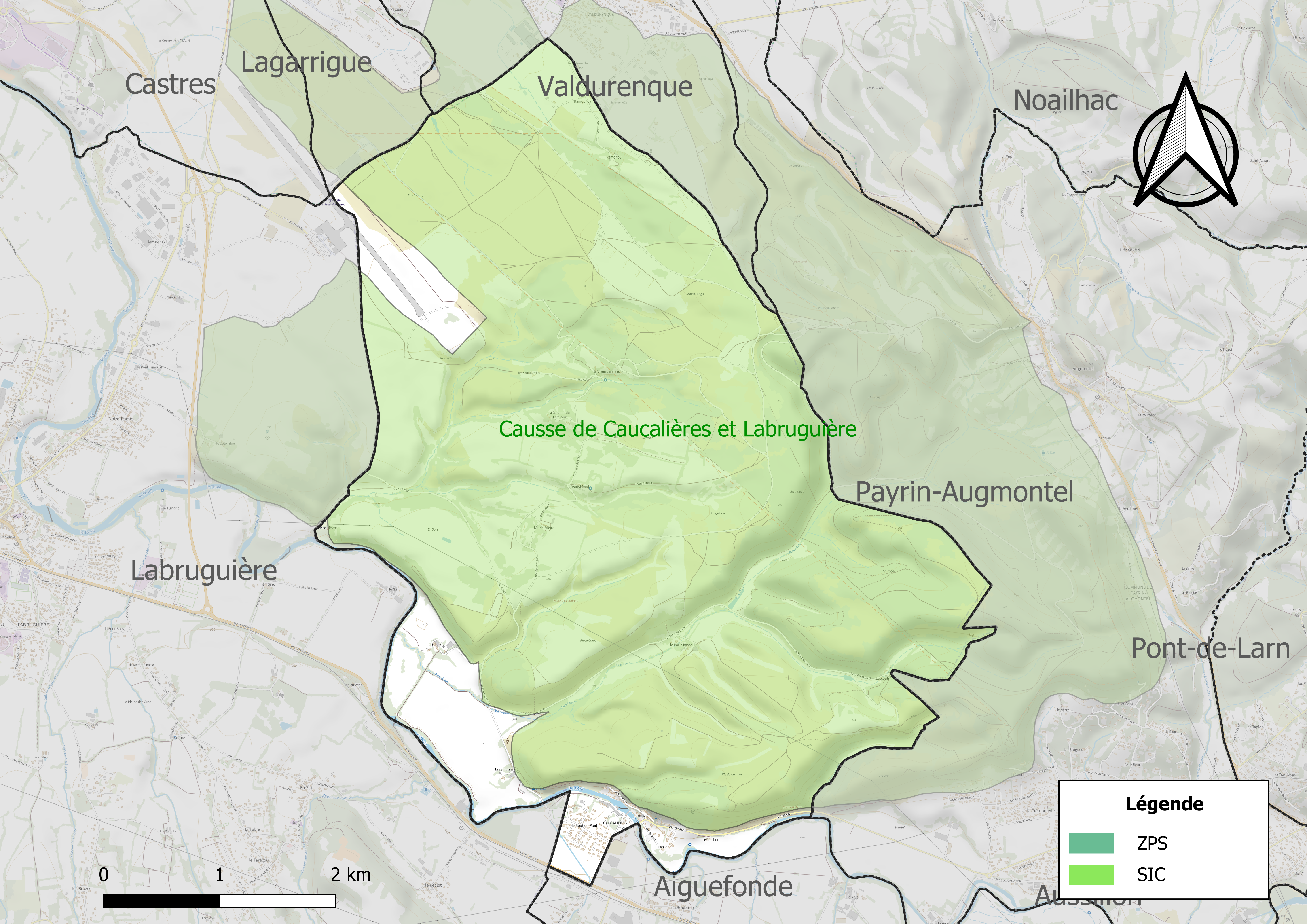
Site Natura 2000 sur le territoire communal.

Le réseau Natura 2000 est un réseau écologique européen de sites naturels d'intérêt écologique élaboré à partir des directives habitats et oiseaux, constitué de zones spéciales de conservation (ZSC) et de zones de protection spéciale (ZPS).
Un site Natura 2000 a été défini sur la commune au titre de la directive habitats : le « causse de Caucalières et Labruguière », d'une superficie de 2 001 ha, un plateau sédimentaire calcaire de plaine (calcaire d'origine lacustre), site exceptionnel pour le Tarn. Il s'agit d'un site à orchidées (de pelouses sèches à humides) tout à fait remarquable. La présence du Lézard ocellé est en outre mentionnée.

#### Zones naturelles d'intérêt écologique, faunistique et floristique

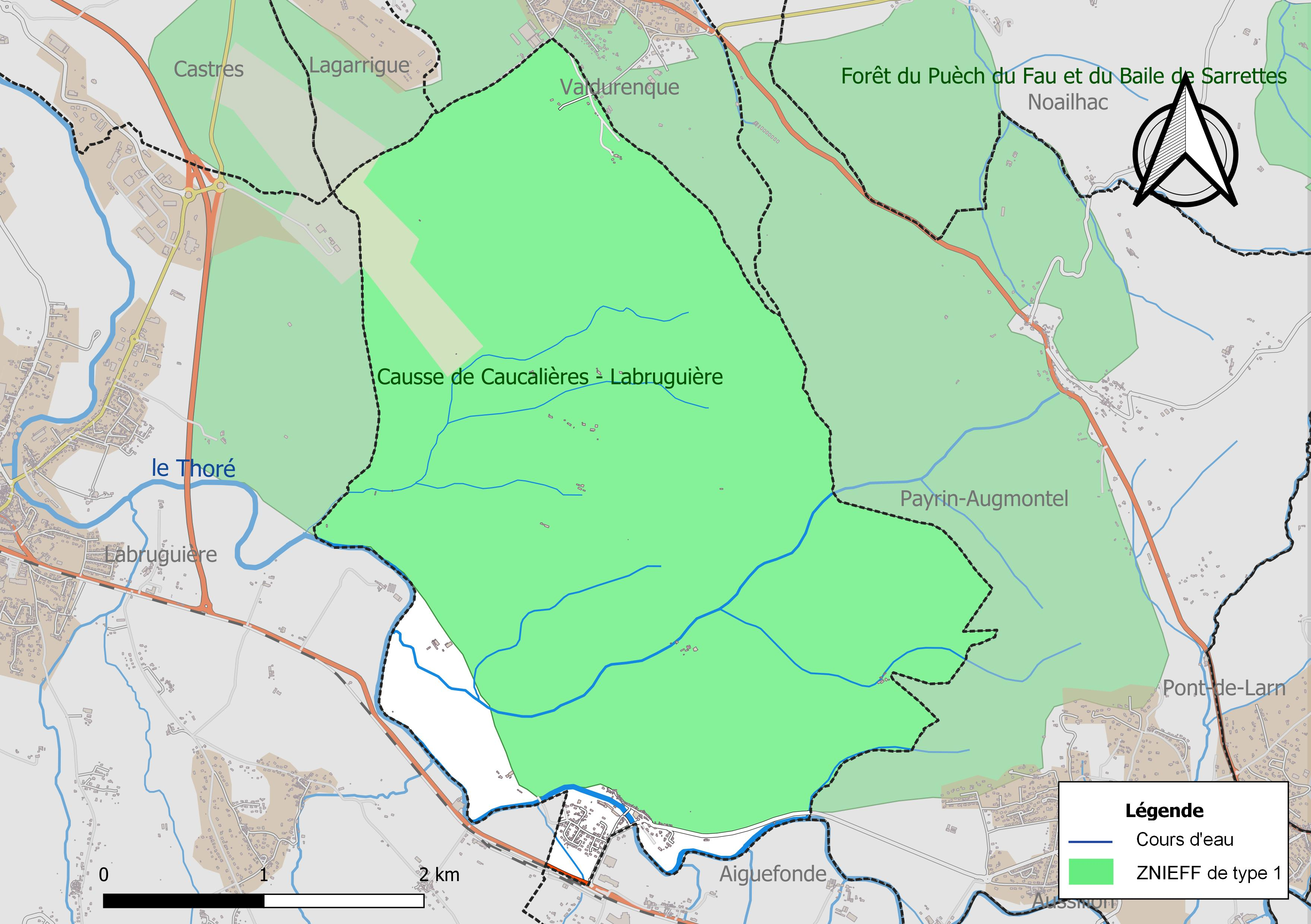
Carte de la ZNIEFF de type 1 localisée sur la commune.

L’inventaire des zones naturelles d'intérêt écologique, faunistique et floristique (ZNIEFF) a pour objectif de réaliser une couverture des zones les plus intéressantes sur le plan écologique, essentiellement dans la perspective d’améliorer la connaissance du patrimoine naturel national et de fournir aux différents décideurs un outil d’aide à la prise en compte de l’environnement dans l’aménagement du territoire.
Une ZNIEFF de type 1 est recensée sur la commune :
le « causse de Caucalières - Labruguière » (2 478 ha), couvrant 7 communes du département.

## Urbanisme

### Typologie
Au 1er janvier 2024, Caucalières est catégorisée commune rurale à habitat dispersé, selon la nouvelle grille communale de densité à sept niveaux définie par l'Insee en 2022.
Elle est située hors unité urbaine. Par ailleurs la commune fait partie de l'aire d'attraction de Castres, dont elle est une commune de la couronne,. Cette aire, qui regroupe 55 communes, est catégorisée dans les aires de 50 000 à moins de 200 000 habitants,.

### Occupation des sols
L'occupation des sols de la commune, telle qu'elle ressort de la base de données européenne d’occupation biophysique des sols Corine Land Cover (CLC), est marquée par l'importance des forêts et milieux semi-naturels (91,9 % en 2018), en diminution par rapport à 1990 (92,9 %). La répartition détaillée en 2018 est la suivante : 
milieux à végétation arbustive et/ou herbacée (69,6 %), forêts (22,4 %), zones industrielles ou commerciales et réseaux de communication (3,1 %), terres arables (2,4 %), prairies (1,5 %), zones agricoles hétérogènes (1,1 %). L'évolution de l’occupation des sols de la commune et de ses infrastructures peut être observée sur les différentes représentations cartographiques du territoire : la carte de Cassini (XVIIIe siècle), la carte d'état-major (1820-1866) et les cartes ou photos aériennes de l'IGN pour la période actuelle (1950 à aujourd'hui).

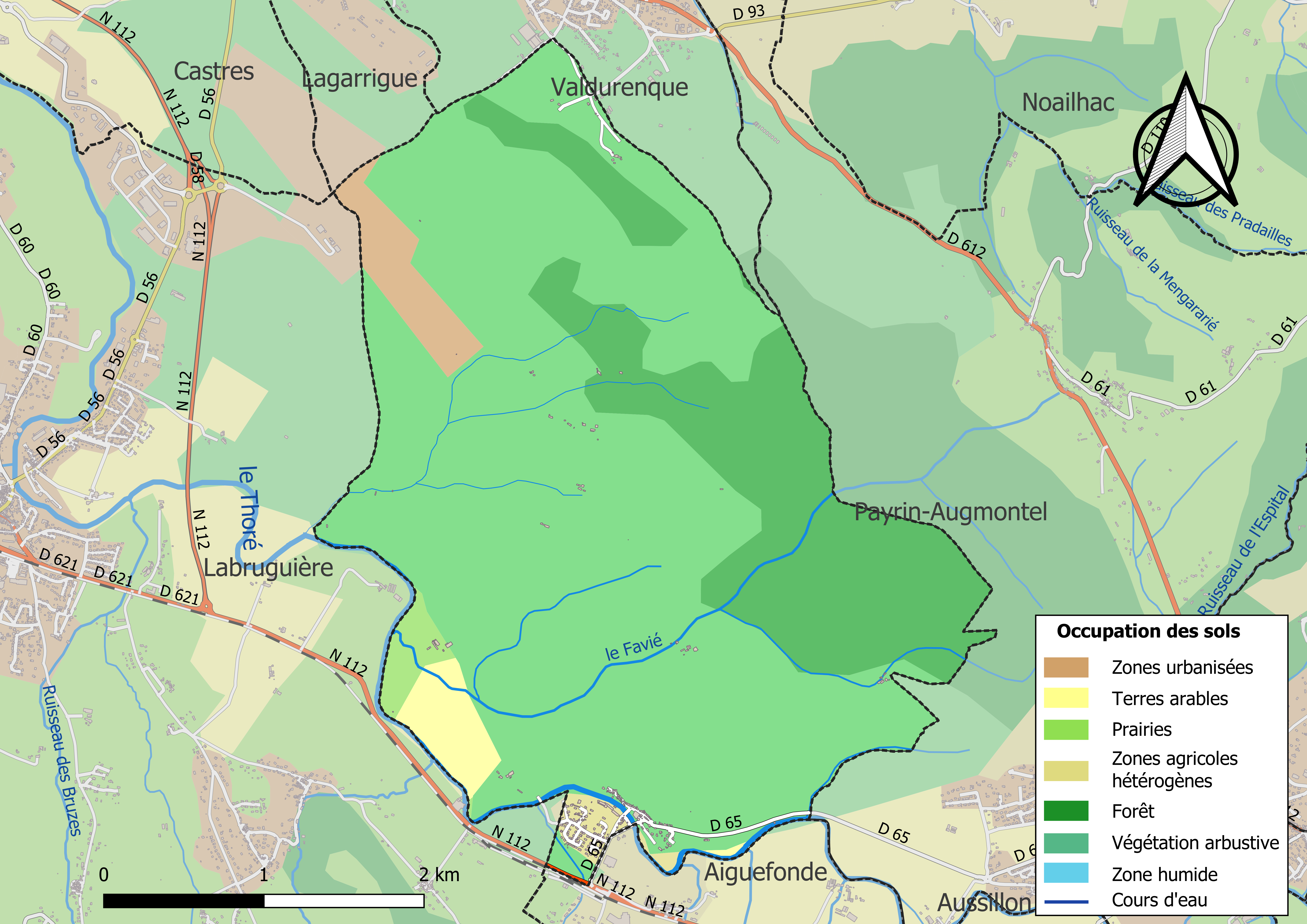
Carte des infrastructures et de l'occupation des sols de la commune en 2018 (CLC).

### Risques majeurs
Le territoire de la commune de Caucalières est vulnérable à différents aléas naturels : météorologiques (tempête, orage, neige, grand froid, canicule ou sécheresse), inondations, feux de forêts, mouvements de terrains et séisme (sismicité très faible). Il est également exposé à un risque technologique,  le transport de matières dangereuses. Un site publié par le BRGM permet d'évaluer simplement et rapidement les risques d'un bien localisé soit par son adresse soit par le numéro de sa parcelle.

#### Risques naturels
La commune fait partie du territoire à risques importants d'inondation (TRI) de Castres-Mazamet, regroupant 10 communes concernées par un risque de débordement de l'Agout et du Thoré, un des 18 TRI qui ont été arrêtés fin 2012 sur le bassin Adour-Garonne. Les événements passés les plus significatifs sont les crues du 3 au 5 mars 1930 où l'Agout atteint un débit de 3 000 m3/s au niveau du pont du chemin de fer de la Crémade (aval de Castres), avec des pertes humaines et dégâts matériels importants, et la crue des 12 et 13 novembre 1999 où le Thoré a atteint un débit de 900 m3/s à Labruguière, avec 4 victimes. Des cartes des surfaces inondables ont été établies pour trois scénarios : fréquent (crue de temps de retour de 10 ans à 30 ans), moyen (temps de retour de 100 ans à 300 ans) et extrême (temps de retour de l'ordre de 1 000 ans, qui met en défaut tout système de protection). La commune a été reconnue en état de catastrophe naturelle au titre des dommages causés par les inondations et coulées de boue survenues en 1982, 1992, 1995, 1996, 1999, 2003, 2011, 2013 et 2017,.
Caucalières est exposée au risque de feu de forêt du fait de la présence sur son territoire. En 2022, il n'existe pas de Plan de Prévention des Risques incendie de forêt (PPRif). Le débroussaillement aux abords des maisons constitue l’une des meilleures protections pour les particuliers contre le feu,.

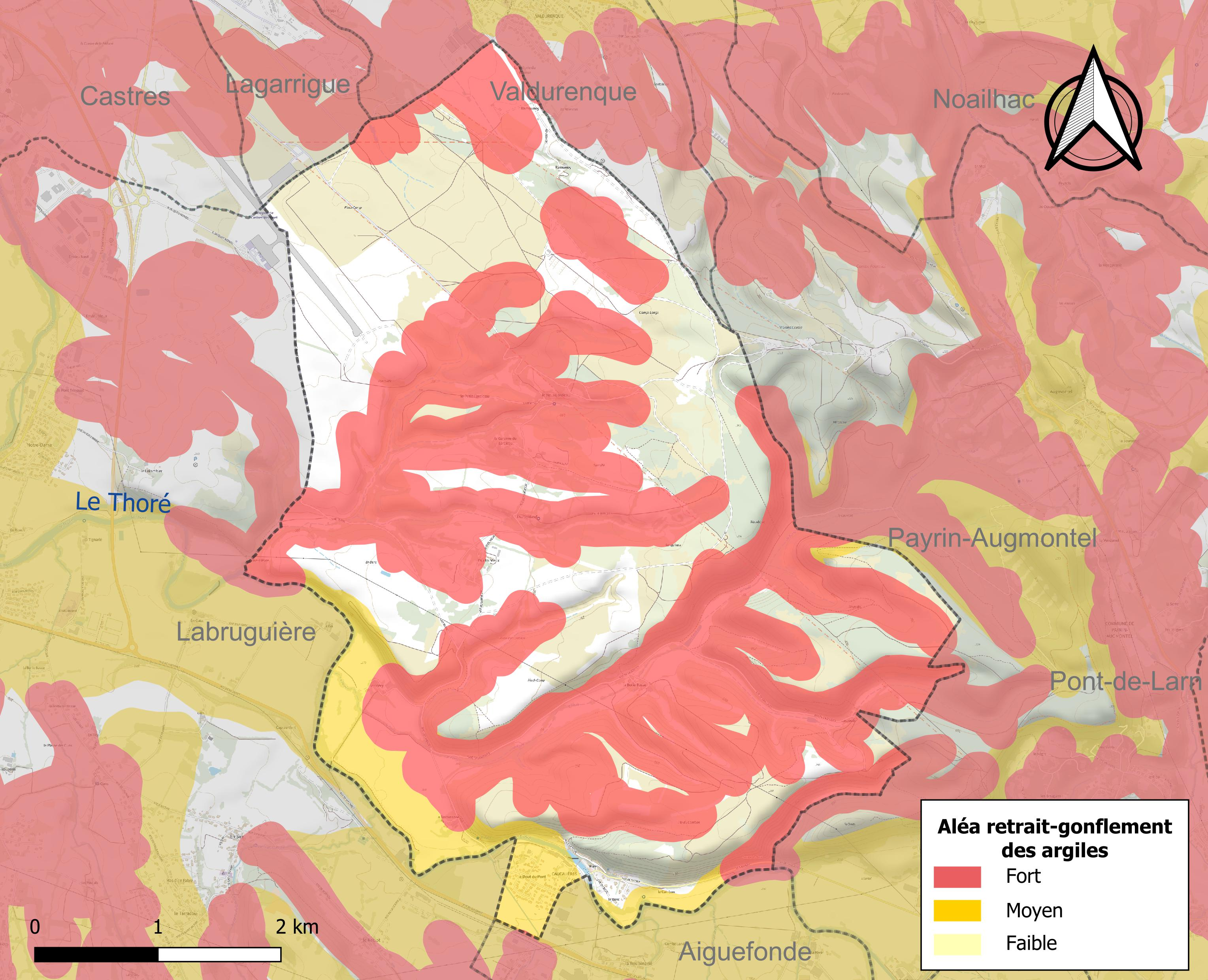
Carte des zones d'aléa retrait-gonflement des sols argileux de Caucalières.

La commune est vulnérable au risque de mouvements de terrains constitué principalement du retrait-gonflement des sols argileux. Cet aléa est susceptible d'engendrer des dommages importants aux bâtiments en cas d’alternance de périodes de sécheresse et de pluie. 61 % de la superficie communale est en aléa moyen ou fort (76,3 % au niveau départemental et 48,5 % au niveau national). Sur les 142 bâtiments dénombrés sur la commune en 2019, 95 sont en aléa moyen ou fort, soit 67 %, à comparer aux 90 % au niveau départemental et 54 % au niveau national. Une cartographie de l'exposition du territoire national au retrait gonflement des sols argileux est disponible sur le site du BRGM,.
Par ailleurs, afin de mieux appréhender le risque d’affaissement de terrain, l'inventaire national des cavités souterraines permet de localiser celles situées sur la commune.

#### Risques technologiques
Le risque de transport de matières dangereuses sur la commune est lié à sa traversée par des infrastructures routières ou ferroviaires importantes ou la présence d'une canalisation de transport d'hydrocarbures. Un accident se produisant sur de telles infrastructures est susceptible d’avoir des effets graves sur les biens, les personnes ou l'environnement, selon la nature du matériau transporté. Des dispositions d’urbanisme peuvent être préconisées en conséquence.

## Toponymie
Attestée sous la forme Caucaleriis en 1358.
De l'occitan caucala (Corneille) et suffixe -ièras (terras) ; « terres à corneilles ».

## Histoire
Les seigneurs de Pins ont administré et conduit ce bourg dès la seconde moitié du XIVe siècle et jusqu'à la Révolution. Caucalières-d'Albigeois, sur la rive droite, est alors distincte de Caucalières-de-Lavaur, sur la rive gauche mais rattaché au village d'Aiguefonde. Les deux entités ne se réunissent qu'en 1947. Une petite unité de filature, installée au bord de la rivière, occupait nombre de salariés dès l'extension des activités liées à l'industrie du textile. Bien que le causse ne soit pas trop fertile, les moutons trouvent leur nourriture sur les plateaux et les combes autorisent la culture du seigle et de l'avoine.

### Petits faits d'histoires
Dans les registres paroissiaux de Saint-Jean-Baptiste de Caucalières, on trouve la relation de faits ou d'événements survenus sur le territoire de la paroisse.
BMS 1722-1734 page 33Un impôt particulier qui perdurera jusqu'à la Révolution
Arrêt du parlement de Toulouse du 18 mars 1619 qui condamne le.. des habitants de la paroisse à payer annuellement au curé quatre mesures de froment pour chaque paire de labourage en conséquence d'une transaction du 22 mai 1324 produite au procès.
BMS 1754-1761 page 34 35Des relations difficiles entre le curé et sa hiérarchie
Nous Prêtre et curé de Saint Jean de Caucalières certifions a quiconque il appartiendra de l'année 1758 assisté des marguiliers nous aurions fait une quête dans la paroisse pour acheter une hycharpe que le chapitre de Lautrec quoique fruit prenant pour les deux tiers ne voulut pas fournir et nous aurions ramassé la somme de vingt et une livre et quelque sol laquelle somme fut employée a l'achat de neuf pan ? daguet ? de soie à (suit une liste de fournitures et de prix).
De plus nous mimes au fon de cette hycharpe une frange en argent fin qui couta environ 21 livre le tout.........
.....
Facon de l'hycharpe pour qu'on ne s'y méprenne pas.
Elle est d'un droguet en soie blanc de neuf pans de longueur sur 2 pans de largeur avec surpiquet d'argent fin au bord et une belle frange d'argent fin aux deux bouts.. Je susigné certifie que tout ce dessus contient vérité à Caucalière le 16 avril 1760.
signé Boudes curé de Saint Jean de Caucalières
Le surplus de 21 livre a été fourny aux fraix de nous dit curé sans que le chapitre ai rien donné pour cela
signé Boudes Curé
BMS 1769-1775 page 6Écroulement d'une tour
L'an 1770 et le septième jour du mois de février la tour "dite de Monfalcout" de Caucalières Tomba à 9 heure du soir sans faire mal à personne.
signé Boudes Curé
BMS 1782-1788 page 51déménagement de l'église
L'église paroissiale de la paroisse Saint Jean de Caucalières située depuis un temps immémorial sur une montagne de roche fort escarpée du côté du nord et à côté du village, a été transférée, dans une grande place près et sur le bord de la rivière de Thoret, et a été bénie le trois du mois d'août 1788
Me André Plasolles curé de la dite paroisse.

### Cahiers de doléances
Ci-dessous une transcription (perfectible) du cahier de doléance du tiers état établi par la communauté de Caucalières. Ces doléances seront ensuite reprises en partie dans le cahier de doléance du tiers état de la sénéchaussée de Castres.

### Héraldique
| Caucalières | Son blasonnement est : Tranché d'or et de sable. |

## Politique et administration
| Période                                  | Période      | Identité           | Étiquette | Qualité    |
| ---------------------------------------- | ------------ | ------------------ | --------- | ---------- |
| juin 1995                                | février 2016 | Jean-Michel Arjona |           |            |
| 10 février 2016                          | En cours     | Yohan Ziegler      |           | Enseignant |
| Les données manquantes sont à compléter. |              |                    |           |            |

## Démographie
| 1793 | 1800 | 1806 | 1821 | 1831 | 1836 | 1841 | 1846 | 1851 |
| ---- | ---- | ---- | ---- | ---- | ---- | ---- | ---- | ---- |
| 263  | 264  | 350  | 336  | 296  | 346  | 368  | 338  | 340  |

| 1856 | 1861 | 1866 | 1872 | 1876 | 1881 | 1886 | 1891 | 1896 |
| ---- | ---- | ---- | ---- | ---- | ---- | ---- | ---- | ---- |
| 307  | 279  | 287  | 287  | 241  | 223  | 246  | 220  | 214  |

| 1901 | 1906 | 1911 | 1921 | 1926 | 1931 | 1936 | 1946 | 1954 |
| ---- | ---- | ---- | ---- | ---- | ---- | ---- | ---- | ---- |
| 205  | 197  | 181  | 144  | 168  | 184  | 174  | 167  | 217  |

| 1962 | 1968 | 1975 | 1982 | 1990 | 1999 | 2006 | 2011 | 2016 |
| ---- | ---- | ---- | ---- | ---- | ---- | ---- | ---- | ---- |
| 230  | 238  | 213  | 206  | 245  | 297  | 309  | 313  | 289  |

| 2021 | 2022 | - | - | - | - | - | - | - |
| ---- | ---- | - | - | - | - | - | - | - |
| 285  | 288  | - | - | - | - | - | - | - |

## Économie

### Revenus
En 2018, la commune compte 132 ménages fiscaux, regroupant 303 personnes. La médiane du revenu disponible par unité de consommation est de 20 990 € (20 400 € dans le département).

### Emploi
|                | 2008  | 2013  | 2018  |
| -------------- | ----- | ----- | ----- |
| Commune        | 8 %   | 8,8 % | 7,2 % |
| Département    | 8,2 % | 9,9 % | 10 %  |
| France entière | 8,3 % | 10 %  | 10 %  |

En 2018, la population âgée de 15 à 64 ans s'élève à 194 personnes, parmi lesquelles on compte 77,6 % d'actifs (70,4 % ayant un emploi et 7,2 % de chômeurs) et 22,4 % d'inactifs,. Depuis 2008, le taux de chômage communal (au sens du recensement) des 15-64 ans est inférieur à celui de la France et du département.
La commune fait partie de la couronne de l'aire d'attraction de Castres, du fait qu'au moins 15 % des actifs travaillent dans le pôle,. Elle compte 44 emplois en 2018, contre 38 en 2013 et 41 en 2008. Le nombre d'actifs ayant un emploi résidant dans la commune est de 137, soit un indicateur de concentration d'emploi de 31,9 % et un taux d'activité parmi les 15 ans ou plus de 60,9 %.
Sur ces 137 actifs de 15 ans ou plus ayant un emploi, 17 travaillent dans la commune, soit 12 % des habitants. Pour se rendre au travail, 93,5 % des habitants utilisent un véhicule personnel ou de fonction à quatre roues, 2,9 % les transports en commun, 1,4 % s'y rendent en deux-roues, à vélo ou à pied et 2,2 % n'ont pas besoin de transport (travail au domicile).

### Activités hors agriculture
27 établissements sont implantés  à Caucalières au 31 décembre 2019.
Le secteur du commerce de gros et de détail, des transports, de l'hébergement et de la restauration est prépondérant sur la commune puisqu'il représente 37 % du nombre total d'établissements de la commune (10 sur les 27 entreprises implantées  à Caucalières), contre 26,7 % au niveau départemental.

### Agriculture
|               | 1988 | 2000 | 2010 | 2020 |
| ------------- | ---- | ---- | ---- | ---- |
| Exploitations | 5    | 5    | 6    | 2    |
| SAU (ha)      | 550  | 362  | 730  | 337  |

La commune est dans la Montagne Noire, une petite région agricole située dans le sud du département du Tarn. En 2020, l'orientation technico-économique de l'agriculture  sur la commune est l'élevage d'ovins ou de caprins. Deux exploitations agricoles ayant leur siège dans la commune sont dénombrées lors du recensement agricole de 2020 (cinq en 1988). La superficie agricole utilisée est de 337 ha,,.

## Culture locale et patrimoine

### Lieux et monuments
- Église Saint-Jean de Caucalières.
- La chapelle Notre-Dame-de-Sanguinou
- La passerelle, emportée par les inondations de 1930, la passerelle primitive est construite en bois maintenue par des fils de fer. Après le désastre, elle est reconstruite en poutrelles d'acier.

### Personnalités liées à la commune
- Cécile de Provence : fondatrice en 1124 de l'abbaye de Sainte-Marie d'Ardorel, pillée et incendiée en 1586.

## Vie pratique

### Activités sportives
Le village possède un club de football, le Caucalières Football 7 (CF7), il évolue en championnat de football à 7 UFOLEP.